# Трилема Мюнхгаузена
Триле́ма Мюнхга́узена — термін, введений  Гансом Альбертом (нім. Hans Albert), який стосується філософських проблем пізнання у конкретному питанні можливості встановлення «остаточної основи» для наукових доказів. Ця назва є іронічною згадкою про барона Мюнхгаузена, який хотів сам себе витягти з болота за допомогою власної коси.
Ганс Альберт стверджував, що будь-які спроби знайти остаточний аргумент мають потерпіти невдачу, тобто привести до трилеми Мюнхгаузена. Це означає, що пошук остаточного обґрунтування призводить до одного з трьох можливих результатів:
- Хибне коло аргументів (висновок робиться з припущення, яке виводиться з того ж висновку).
- Нескінченна регресія, коли для кожного наявного обґрунтування треба знайти додаткове.
- Розрив ланцюжка обґрунтувань в якомусь місці (аксіоматичний аргумент).

Перша і друга можливості не ведуть до побудови обґрунтованої системи, тому зазвичай реалізується третя можливість, причому місце розриву обирається за принципом «очевидності» (самоочевидності або відповідності безпосереднім дослідним спостереженням).
Ці формулювання викликають філософські дискусії, тому що представники богословських шкіл потребують існування остаточного розуму, остаточної причини, в яких вони в кінцевому підсумку хочуть бачити Бога. Інші, які скептично ставляться до догматів у будь-якому вигляді, охоче дають приклад трилеми Мюнхгаузена, яка сама стає догмою.